# Comté de Wood (Ohio)
Pour les articles homonymes, voir Comté de Wood.
Le comté de Wood – en anglais : Wood County – est un des 88 comtés de l'État de l'Ohio, aux États-Unis.
Son siège est fixé à Bowling Green.

## Histoire
Le comté, créé le 1er avril 1820, a été nommé en l'honneur du général Rliezer D. Wood (1780-1814), tué durant la Guerre de 1812, lors du siège de Fort-Érié en Ontario.
Great Lakes Beer.

## Géographie
Selon les données du Bureau du recensement des États-Unis, le comté de Wood  a une superficie de 1 607 km2 (soit 621 mi2), dont 1 599 km2 (soit 617 mi2) en surfaces terrestres et 8 km2 (soit 3 mi2) en surfaces aquatiques.

## Comtés limitrophes
- comté de Lucas, au nord
- comté d'Ottawa, au nord-est
- comté de Sandusky, à l'est
- comté de Seneca, au sud-est
- comté de Hancock, au sud
- comté de Putnam, dans l'angle sud-ouest
- comté de Henry, à l'ouest

## Démographie
Le comté était peuplé, lors du recensement de 2000, de 121 065 habitants.
La densité de population moyenne du comté est d'environ 75 hab./km2.

## Localités
Les principales localités sont :
- Bowling Green
- Perrysburg
- Perrysburg Township
- Rossford
- Lake Township
- Northwood
- Troy Township
- North Baltimore
- Walbridge
- Middleton Township

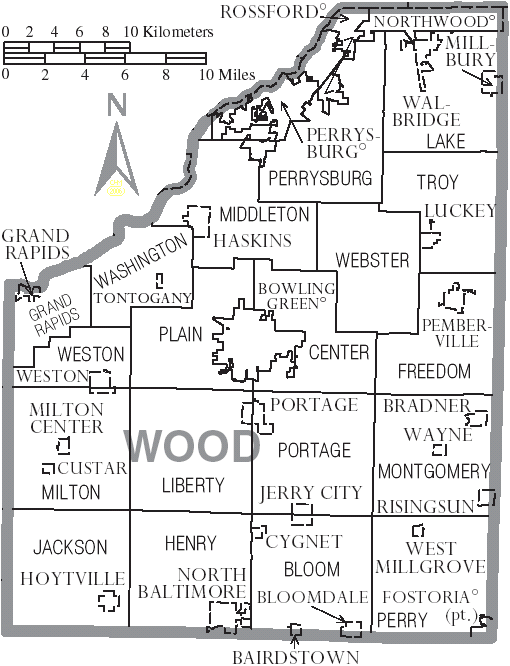
Carte des localités du comté de Wood

Liste limitée aux localités de plus de 2 000 habitants, lors de l'estimation du Bureau du recensement en 2004.

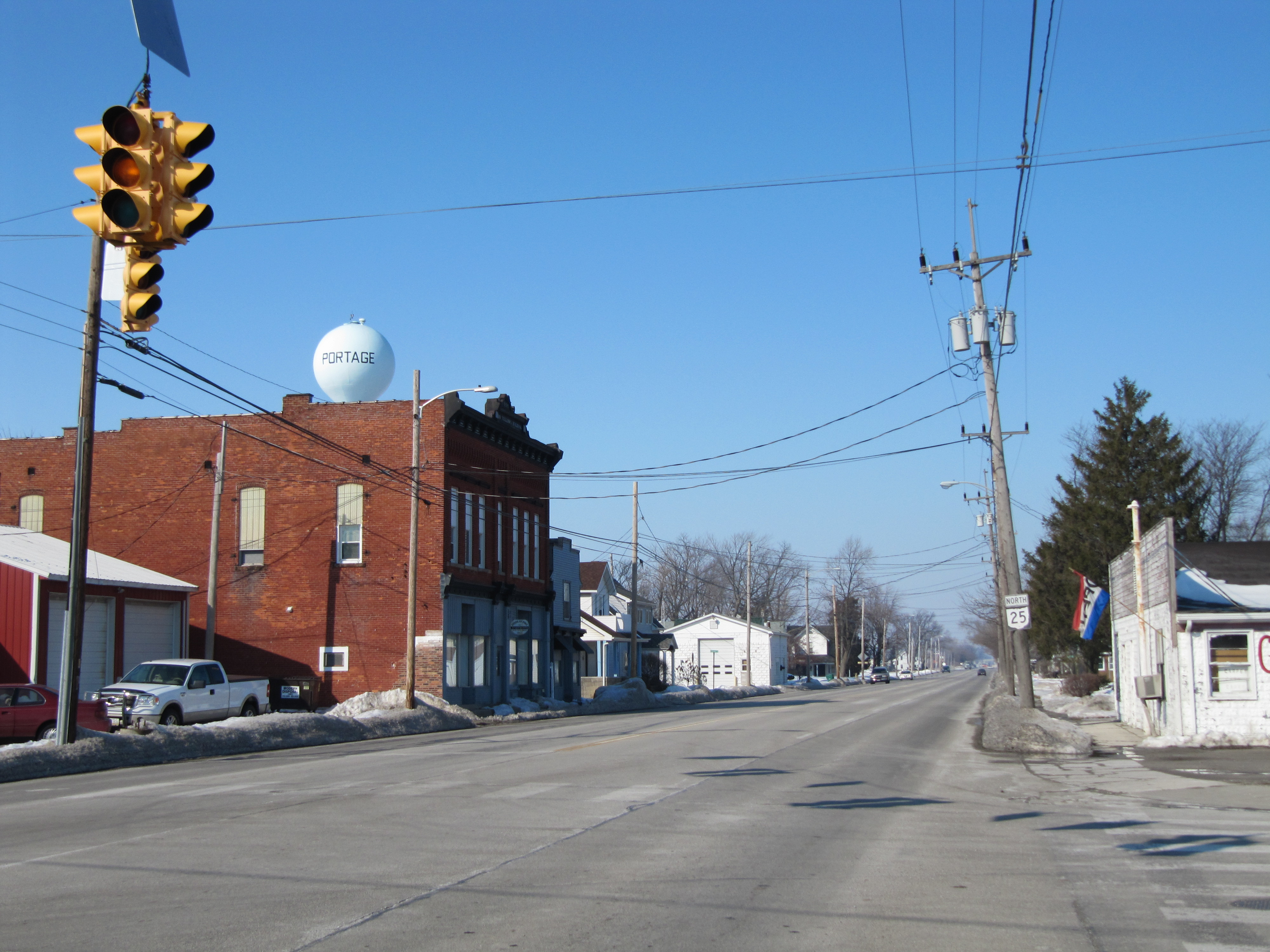
Portage, vue du sud.
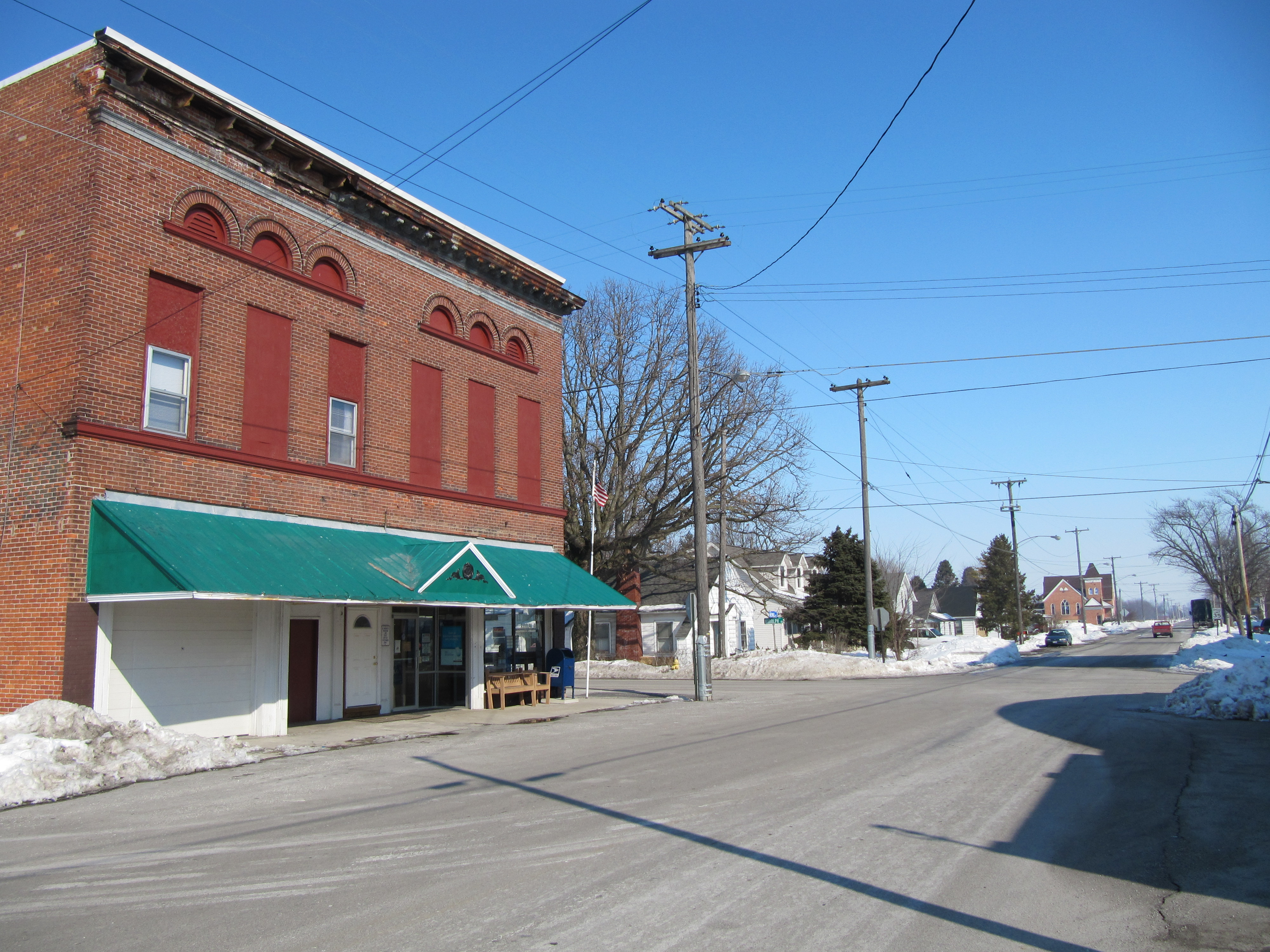
Rue principale de Rudolph.
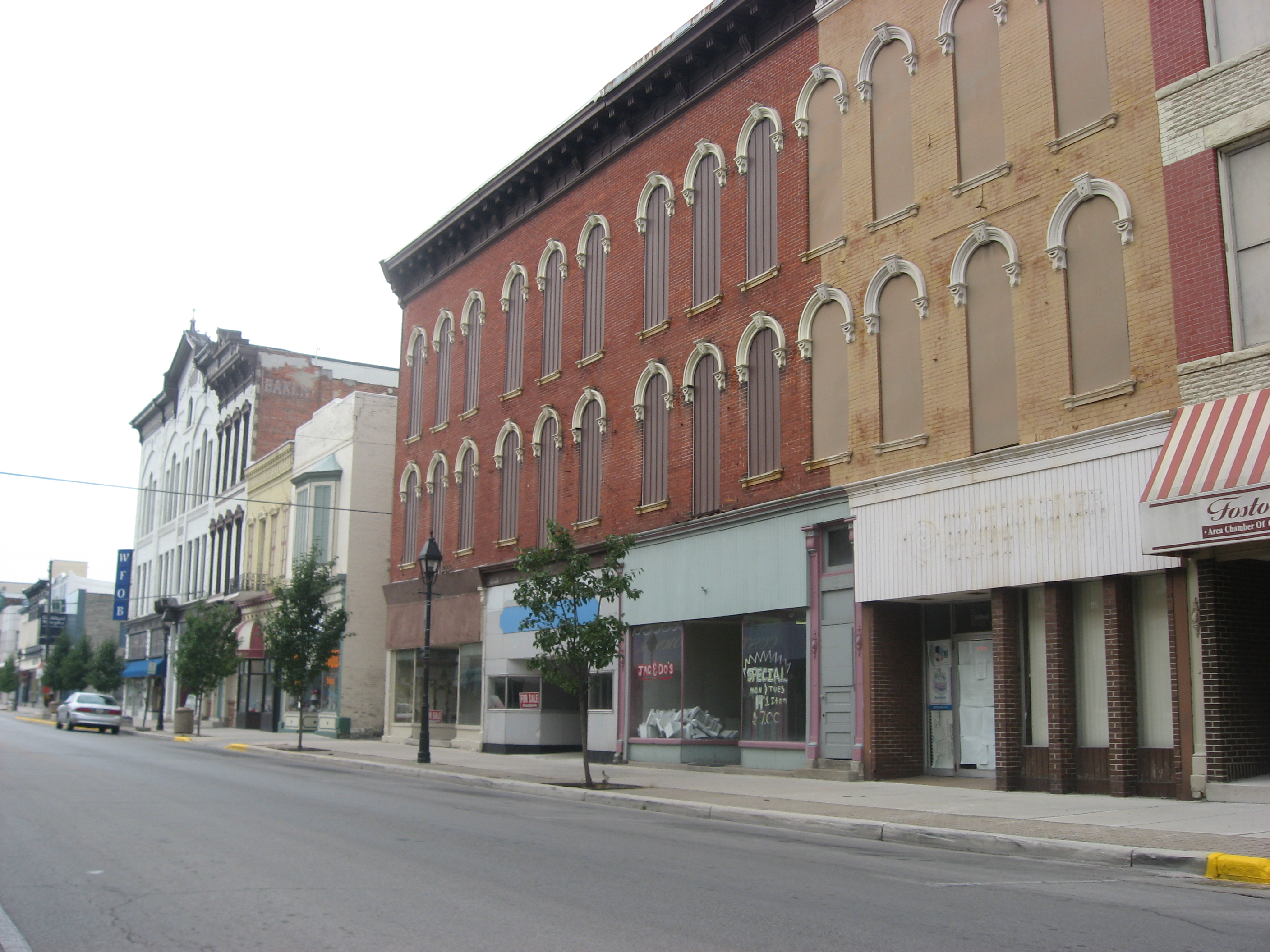
Centre-ville de Fostoria, ville en partie sur le Comté de Wood.